# Seznam filmov Warner Bros. (1918–1999)
Seznam filmov v produkciji in/ali distribuciji ameriškega studia Warner Bros. začetku leta 1918.

## Filmografija
- Kaiserjev konec (1918), njihov prvi film
- ...^filmi posneti pred letom 1923 so v javni domeni^
- Don Juan (1926), prvi film z glasbo in efekti, a vseeno velja za nemi film
- Jazz pevec (1927), sploh prvi zvočni film v zgodovini filma, z nekaj kratkimi dialogi in s tem konec ere nemega filma
- Lights of New York (1928), prvi zvočno-govorni film v zgodovini
- On with the show! (1929), prvi dvo oz. večbarvni zvočno-govorni film v zgodovini
- The Adventures of Robin Hood (1938)
- Casablanca (1942)
- Rope (1948), desno, zdaj v lasti Universal.
- Jack and the Beanstalk* (1952), distributer, koproducija z RKO Radio Pictures
- The Big Trees* (1952)
- The Abominable Snowman (1957), koproducija z Hammer Film Productions
- Sayonara (1957), pravice, ki zdaj pripadajo MGM
- The Naked and the Dead (1958), distributer, koproducija z RKO Radio Pictures
- Kdo se boji Virginije Woolf (1966)
- Bonnie in Clyde (1967)
- Umazani Harry (1971) in nadaljevanja
- Izganjalec hudiča (1973) in nadaljevanja
- Superman (1978) in nadaljevanja
- Pobesneli Max (1979) in nadaljevanja
- The Shining (1980)
- Caddyshack (1980)
- Ognjene kočije (1981), ameriški distributer, dnu spojka z The Ladd Company
- Blade Runner (1982), koprodukcija z The Ladd Company
- National Lampoon's Vacation (1983) in nadaljevanja
- Purple Rain (1984)
- Gremlini (1984) in nadaljevanja
- NeverEnding story (1984)
- Policijska akademija  (1984) in nadaljevanja
- Smrtonosno orožje (1987) in nadaljevanja
- Batman (1989) in nadaljevanja
- JFK (1991)
- The Bodyguard (1992), koprodukcija z Tig Productions
- Potnik 57 (1992)
- Willy (1993) in nadaljevanja
- Begunec (1993)
- Pelikanovo sporočilo (1993)
- Intervju z vampirjem (1994), koprodukcija z Geffen Pictures
- Klient (1994), koprodukcija z Regency Enterprises
- Najini mostovi (1995)
- Space Jam (1996)
- Mars napada! (1996)
- Twister (1996), koprodukcija z Universal Pictures in Amblin Entertainment
- Prestopniki (1996), koprodukcija z PolyGram Filmed Entertainment
- Batman in Robin (1997)
- Stik (1997)
- L. A. zaupno (1997), koprodukcija z Regency Enterprises, pravice, ki so zdaj v lasti 20th Century Fox
- Sfera (1998)
- The King and I (1999), koprodukcija z Morgan Creek, animacija remake 20th Century Fox filma z istim imenom iz leta 1956
- Analiza pa taka (1999), koprodukcija z Village Roadshow Pictures
- Široko zaprte oči (1999)
- Globoka modrina (1999), koprodukcija z Village Roadshow Pictures
- Matrica (1999), koprodukcija z Village Roadshow Pictures in Silver Pictures
- Zelena milja (1999), koprodukcija z Castle Rock Entertainment